# 山形パーキングエリア
山形パーキングエリア（やまがたパーキングエリア）は、山形県山形市にある東北中央自動車道のパーキングエリア (PA) である。スマートインターチェンジ (スマートIC) を併設する。

## 歴史
- 2018年（平成30年）3月23日 : PA名称が「山形PA」に正式決定[1]。
- 2019年（平成31年）4月13日 : 南陽高畠IC - 山形上山IC間開通時に、供用開始[2]。

## 施設

### 上り線（米沢・福島方面）
- 駐車場[2]
  - 小型車 15台
  - 大型車 5台
  - トレーラー 2台
- トイレ　
  - 男性
    - 大3（和式1・洋式2）
    - 小4
    - 子供用大1（洋式1）
    - 男児用小1

  - 女性
    - 6（和式1・洋式5）
    - 子供用大1（洋式1）
    - 同伴の男児用小1

  - 多機能トイレ 1
- スモーキングエリア
- 自動販売機

### 下り線（新庄・酒田方面）
- 駐車場[2]
  - 小型車 15台
  - 大型車 5台
  - トレーラー 2台
- トイレ
  - 男性
    - 大3（和式1・洋式2）
    - 小4
    - 子供用大1（洋式1）
    - 男児用小1

  - 女性
    - 6（和式1・洋式5）
    - 子供用大1（洋式1）
    - 同伴の男児用小1

  - 多機能トイレ 1
- 自動販売機

### 山形PAスマートインターチェンジ
山形PAスマートインターチェンジ（やまがたパーキングエリアスマートインターチェンジ）は、山形PAに併設のスマートICである。
利用可能車種はETC搭載の全車種で24時間運用。上下線ともに出入可となっている。

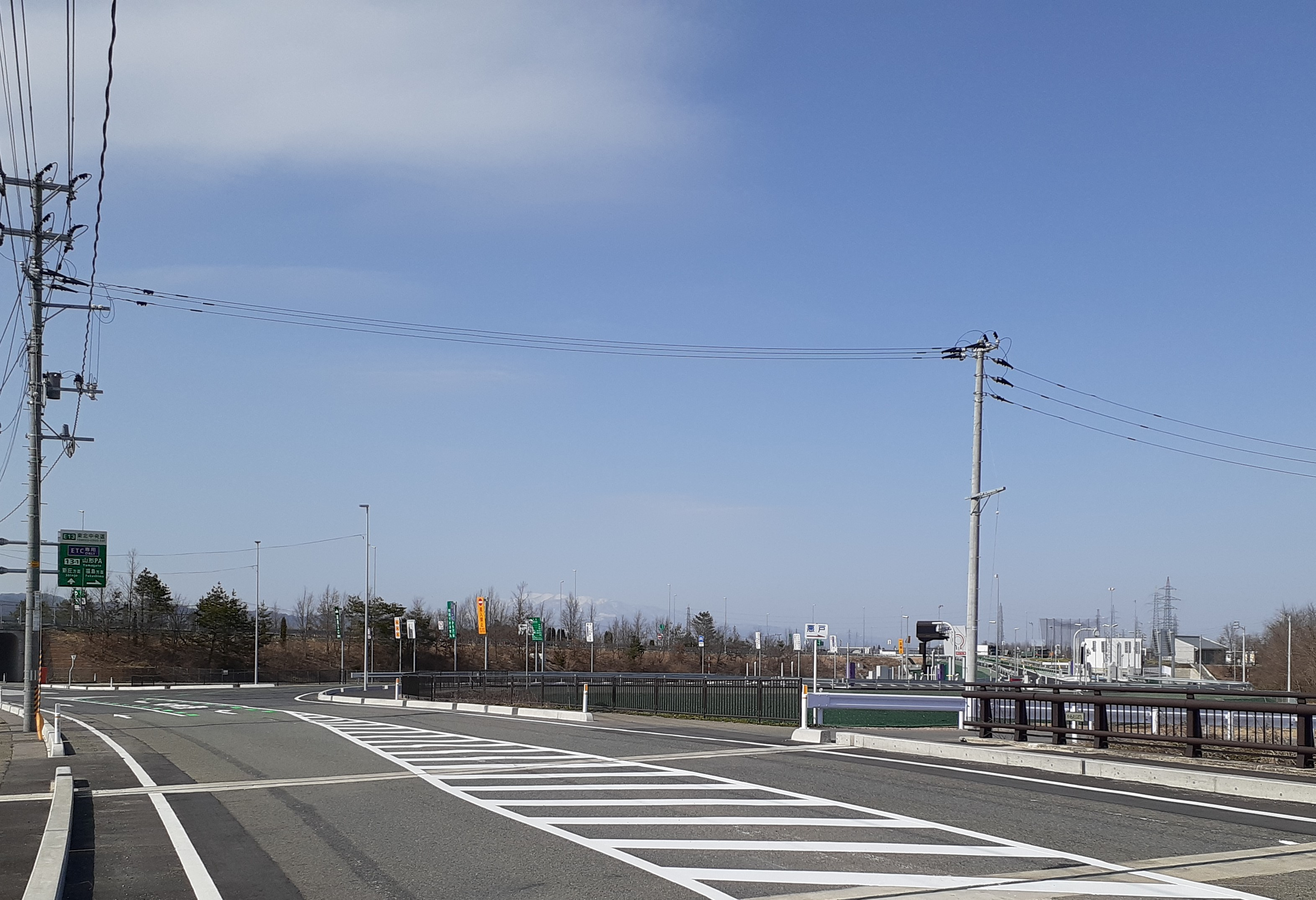
山形PAスマートIC入口

#### 接続する道路
- 市道西部工業団地村木沢線[4][3]

#### 歴史
- 2019年（令和元年）9月27日 : 国土交通省より新規事業化[5][3]。
- 2023年（令和5年）3月17日 : IC名称が「山形PAスマートIC」で正式決定[6]。
- 2024年（令和6年）3月24日 : 供用開始[7]。

## 隣
E13 東北中央自動車道
(13) 山形上山IC - (13-1) 山形PA/SIC - (14) 山形中央IC